# 迮厅
迮厅是中華人民共和國江蘇省昆山市周庄镇的一座历史建築，位於富安橋東堍北側，毗邻沈厅、张厅。
迮厅系明崇禎年間，吴江望族迮文焕自莘塔遷居周莊後所建。因清末状元陆润庠曾在此受蒙从师，又称“状元楼”。
迮厅前后原有五进，另有小型后花园。其主厅已毁于文化大革命期间，僅保留青石柱礎。现存前后两座堂楼，中有天井。现为迮厅客栈。

## 保护
2004年7月8日，迮厅公布为第三批昆山市文物保护单位。